# 丁家洲の戦い
丁家洲の戦い（ていかしゅうのたたかい）は、1275年にモンゴル帝国と南宋との間で行われた戦闘。南宋にとっては首都臨安を守るための最後の防戦という位置づけであったが、結果として南宋軍はモンゴル軍に為す術もなく敗れた。その後、モンゴル軍に抵抗する術を失った南宋は戦わずして臨安を開城したため、南宋の命運を事実上決定づけた戦いであると言える。

## 概要
長江という天然の防壁と強力な水軍を擁する南宋はモンゴル帝国にとって難敵であり、既に第2代皇帝オゴデイ時代のクチュの南征、第4代皇帝モンケの親征と2度に渡って南宋遠征が失敗してきた。しかし、第5代皇帝として即位したクビライは従来の失敗を踏まえて長期戦によって南宋を屈服させる方策を選び、数年に渡る包囲戦、水軍の育成、新兵器の投入によって遂に南宋防衛の要衝の襄陽を攻略した（襄陽・樊城の戦い）。襄陽の陥落から1年後、モンゴル軍はバヤンを総司令として遂に南宋への全面侵攻を開始し、呂文煥ら投降兵を丁重に扱ったこともあって瞬く間に長江中流域を平定した。
一方、南宋側では前線の諸将が次々と投降していったのを受けて、遂に宰相たる賈似道自らが水陸両軍を率いてモンゴル軍の迎撃のため出陣した。蕪湖に辿り着いた賈似道は最後の希望を抱いて和議の使者を派遣し、かつて南宋軍に使者として訪れたこともあるナンギャダイがこれに対応した。この頃、江南の炎暑や多雨がモンゴル軍にとって不利なことを慮ったクビライが進軍を緩めるようバヤンに命じており、バヤンはクビライの指示を尊重して南宋と一時的に和議を結ぶべきかどうかを副将のアジュと協議した。アジュは「もし今南宋と和議を結んだとしたら、既に降伏した南宋領を夏まで維持できないだろう。また、南宋は一方で和議を進めながら未だ我が軍の軍船に弓を射る者がいるなど、信じがたい。今は一挙に進軍すべきである。もしこの決断が失敗に終わったとしても、その罪は我に帰すだろう」と主張し、バヤンもこの意見に賛同してこのまま進軍することを決め、賈似道に対しては「もし和議を求めるのならば、賈似道自らが来て交渉せよ」と回答した。
1275年3月17日（旧暦では至元12年/徳祐元年の2月庚申/19日）、池州を出発したモンゴル軍は2日後の3月19日（旧暦2月21日壬戌）に丁家洲に辿り着き、この地で南宋軍と遭遇した。賈似道率いる南宋軍はなおも13万の兵と2500の軍船を擁する大軍であり、歩軍指揮使の孫虎臣が陸上の主力を、淮西制置使の夏貴が水軍をそれぞれ率い、総大将の賈似道が後軍を率いるという布陣であった。これに対し、バヤンはまず左右両翼の騎兵を進撃させ、ついで「巨炮」を長江を埋めつくさんばかりの南宋水軍の中央に撃ち込ませた。「巨炮」の轟音に夏貴率いる南宋水軍は早くも動揺し、夏貴は真っ先に敗走してしまった。これを聞いた賈似道は動揺して平静を失い、退却の鐘を鳴らしてしまったために南宋軍は一斉に潰走し、モンゴル兵は「宋軍敗れたり」と歓呼したという。
敗走した南宋軍に対してアジュ率いる部隊がこれを追撃し、アジュとその配下の何瑋・李庭らは自ら敵船に乗り込んでこれを奪い、南宋水軍の軍船の大部分を鹵獲した。バヤンは配下の歩兵・騎兵にアジュの追撃を助けるよう命じ、150里余りにわたって行われた追撃戦によって南宋軍は壊滅し溺死した者は数え切れないほどであったという。敗走した賈似道は揚州に、夏貴は廬州に、孫虎臣は泰州にそれぞれ逃れたが、もはやモンゴル軍に対抗するすべはなく、南宋の首都臨安はモンゴル軍に対して無防備となった。
賈似道の大敗によって南宋朝廷はモンゴル軍に抗する術を失い、結果として臨安は無血開城することになった。そのため、後にモンゴル帝国に仕えるようになった南宋の旧臣の多くは南宋滅亡の責任を賈似道一人に押しつけたが、クビライはこのような南宋旧臣の態度を皮肉る言葉を残している。